# Bad Homburg Hornets
Die Bad Homburg Hornets, eigentlich Baseball- und Softballverein Bad Homburg Hornets e. V., sind ein deutscher Baseball- und Softballverein aus Bad Homburg vor der Höhe.

## Geschichte
Der Verein wurde am 7. Juli 1992 gegründet und nahm erstmals in der Spielzeit 1993 am Ligabetrieb in der Landesliga Hessen Mitte teil. Zwei Jahre später gelang der ersten Herrenmannschaft der Aufstieg in die Verbandsliga, welche die höchste Spielklasse damals in Hessen darstellte. Bereits in der ersten Verbandsligasaison gewannen die Hornets die Liga und stiegen somit 1996 in die Regionalliga Süd auf.
Ein Jahr später stieg auch die Damen-Softballmannschaft in die Verbandsliga auf.
1998 folgte der Aufstieg der Herren in die 2. Baseball-Bundesliga. Im selben Jahr wurde die Schülermannschaft Deutscher Vizemeister. Im Folgejahr wurden die Hornets Vorletzter in der zweiten Liga und stiegen in die Regionalliga ab und kehren erst mit der Regionalligameisterschaft 2004 zurück. Zur Saison 2011 stiegen die Hornets erstmals in der Vereinsgeschichte in die Baseball-Bundesliga auf. Nach sieben Jahren im Baseball-Oberhaus musste 2018 wieder der Weg in die zweite Bundesliga gegangen werden, wo die Mannschaft auch in der Saison 2019 noch spielt. Die zweite Mannschaft spielt in der Landesliga Hessen.
2011 wurde die Schülermannschaft erneut Deutscher Vizemeister.
Die Hornets tragen ihre Spiele im 2005 fertiggestellten, bundesligatauglichen Taunus-Ballpark aus. Die Anlage umfasst ein Baseball- und ein integriertes Softballspielfeld und ist ausschließlich für den Spielbetrieb dieser Sportarten von der Stadt Bad Homburg vor der Höhe errichtet worden. Sie ist an das Sportzentrum Nord-West angegliedert.